# كريستابل إليزابيث روبنسون
كريستابل إليزابيث روبنسون (بالإنجليزية: Christabel Elizabeth Robinson)‏ هي مربية نيوزيلندية، ولدت في 28 مارس 1898، وتوفيت في 3 يونيو 1988.